# Индокитайска вълкозъба змия
Индокитайските вълкозъби змии (Lycodon laoensis) са вид влечуги от семейство Смокообразни (Colubridae).
Разпространени са в Югоизточна Азия.
Таксонът е описан за пръв път от германския зоолог Алберт Гюнтер през 1864 година.